# Мой отец — герой (фильм, 1994)
«Мой отец — герой» (англ. My Father, The Hero) — американо-французская кинокомедия режиссёра Стива Майнера.

## Сюжет
Если женский пол хочет похвастаться, то он хвастается своими мужьями или любовниками. У 14-летней Николь нет ни того, ни другого. Но у неё есть отец — вылитый Жерар Депардьё, которого можно перед местными ребятами на Багамах выдать за любовника. Авторимейк Ж. Депардьё, в третий раз снявшегося за океаном.

## В ролях
- Жерар Депардьё — Андре
- Кэтрин Хайгл — Николь
- Стивен Тоболовски — Майк
- Лорен Хаттон — Меган
- Долтон Джеймс — Бен
- Фэйт Принс — Дайана
- Энн Херн — Стелла
- Робин Петерсен — Дорис